# ぶんがく社
ぶんがく社（ぶんがくしゃ）は、日本の出版事業者。

## 概要
株式会社メイクの出版事業部として2007年7月設立。
設立当初は、主として自費出版を手がけていた。
2011年1月、同年春以降、電子書籍のダウンロード販売と従来の少部数出版を組み合わせ、プロ作家の書き下ろし作品も扱う総合出版社として再編する旨を公表。
2011年にtwitterの更新が途絶え、出版そのものも2012年を最後に停止している。

## 所在地
〒162-0801
東京都新宿区山吹町350　メイクビル3F